# 石川忠幸
石川 忠幸（1969年3月15日 - ）は日本の実業家。茨城県常陸大宮市出身。東京工業専門学校卒。
木造住宅の建築などを手がける「株式会社 棟匠（茨城県水戸市）」代表取締役社長。
1999年より現職を勤める。
趣味はボート・バイク・ダイビング。
座右の銘は「三方良し」